# محمد اخباری
میرزا محمدبن علی بن ابراهیم استرآبادی، (د ۱۳ذیقعده ۱۰۲۸ق/ ۱۲ اکتبر ۱۶۱۹م)، عالم اخباری و رجالی امامی می‌باشد.
وی در علم رجال دستی چیره داشت و در این باره ۳ کتاب به رشته تحریر درآورد. او به بسیاری فضل و دانش مشهور بوده است. محدث بزرگ شیعه ، محمد باقر مجلسی ، وی را به فضل و تقوا ستوده و محمدامین استرآبادی ، پیشوای اخباریه ، بر دانش و تحقیق وی در حدیث و رجال تأکید کرده است.
میرزای استرآبادی از اهالی شمال (گرگان) بود اما بیشتر سنوات عمرش پس از خاتمه تحصیل به مکه معظمه سپری شد و تا آخر عمر در آنجا اقامت داشت و سرانجام در شعب ابوطالب به کنار قبر خدیجه کبری مدفون شد.

## استادان
- مقدس اردبیلی
- ابومحمد محسن بن غیاث الدین منصور [۴]

## شاگردان
- محمدامین استرآبادی
- علی بن حجت الله شولستانی